# Southeastern (album)
Southeastern è il quarto album in studio del cantante statunitense Jason Isbell, pubblicato nel 2013.

## Tracce
1. Cover Me Up – 4:51
2. Stockholm – 2:49
3. Traveling Alone – 4:27
4. Elephant – 3:37
5. Flying Over Water – 3:58
6. Different Days – 3:34
7. Live Oak – 3:35
8. Songs That She Sang in the Shower – 3:56
9. New South Wales – 3:53
10. Super 8 – 3:25
11. Yvette – 4:28
12. Relatively Easy – 4:45

Tracce Bonus iTunes
1. Elephant (Demo) – 3:57
2. Traveling Alone (Demo)

## Formazione
- Jason Isbell – voce, chitarra
- Brian Allen – basso
- Chad Gamble – batteria
- Derry deBorja – tastiera, mellotron
- Dave Cobb – percussioni
- Kim Richey – voce (2, 12)
- Amanda Shires – fiddle, voce (2, 3)
- Paul Griffith – batteria (3)
- Will Johnson – voce (10)